# Narayan Kaji Shrestha
Narayan Kaji Shrestha (Jaubari, 1959) è un politico nepalese, attuale segretario generale del Partito Comunista del Nepal.

## Biografia
Quinto di sei fratelli, a 16 anni fu arrestato per avere guidato una protesta studentesca. Nel 1980 si avvicinò al movimento comunista nepalese e si unì al Partito Comunista del Nepal (Mashal) di Vaidya, abbracciando le posizioni del maoismo. Nel 1986 venne nuovamente arrestato per la sua militanza politica. In questo periodo assunse lo pseudonimo di Prakash (luce in indiano).
Dopo la fondazione del Partito Comunista del Nepal (Centro d'Unità), Prakash ne divenne un dirigente secondario, anche se in questo periodo moderò le proprie posizioni, restando maoista ma criticando le vedute a suo dire settaria di Prachanda. Questo portò la fazione più estremista a rompere con il PCN(CU) nel 1994 e formare il PC del Nepal (maoista), che avvierà una guerra popolare nel 1996. Pur essendole contrario, Prakash la sostenne passivamente in alcune occasioni.
A seguito della defezione dei maoisti legati a Prachanda, Prakash divenne il segretario generale del Partito. Nel 2001 avviò le trattative con il Partito Comunista del Nepal (Mashal) che portarono alla fondazione del Partito Comunista del Nepal (Centro d'Unità-Mashal) nel 2002.
Pur non essendone segretario, Prakash ne era il dirigente più importante dopo Moham Bikran Singh. La sua mediazione fu molto importante per favorire l'accordo fra il PCN (maoista) e l'Alleanza dei Sette Partiti. Prakash sostenne inoltre che tutte le forze politiche, indistintamente dall'ideologia, che lottavano per la repubblica democratica avrebbero dovuto unirsi.
Nel 2006 sorsero delle divergenze con Singh, specialmente riguardo alla partecipazione al governo ad interim, sostenuta da Prakash e opposta da Singh. A seguito della ricostituzione, da parte di quest'ultimo, del Mashal, Prakash assunse la guida del PCN(CU-M).
Il 27 maggio 2008, Prakash uscì ufficialmente dalla clandestinità dopo 18 anni. Ai festeggiamenti per questo evento, erano presenti anche Prachanda e Baburam Bhattarai.